# Siarhiej Dziemczanka
Siarhiej Michajławicz Dziemczanka (biał. Сяргей Міхайлавіч Дземчанка; ros. Сергей Михайлович Демченко; ur. 2 maja 1974) – białoruski zapaśnik walczący w stylu wolnym. Olimpijczyk z Sydney 2000, gdzie zajął czwarte miejsce kategorii 69 kg.
Dziesiąty na mistrzostwach świata w 1997. Wicemistrz Europy w 2000. Brązowy medalista akademickich MŚ w 1996 roku.